# Aelurillus schembrii
Aelurillus schembrii är en spindelart som beskrevs av Teresa Cantarella 1982. 
Aelurillus schembrii ingår i släktet Aelurillus och familjen hoppspindlar. Inga underarter finns listade i Catalogue of Life.